# حزب سوریه آینده
حزب سوریۀ آینده یا حزب آینده سوریه (به عربی: حزب سورية المستقبل) یک حزب سیاسی در سوریه است که در سال ۲۰۱۸ در شهر رقه تأسیس شد. این حزب اپوزیسیون دولت مرکزی بوده و هدف خود را مرکزیت‌زدایی، تأسیس نظام کنفدرالیسم دموکراتیک در سراسر سوریه، اتحاد عرب‌ها، کردها، سریانی‌ها،‌ ترک‌ها و دیگر مردم سوریه با یکدیگر، برقراری صلح در منطقه و محوریت دادن به زنان در جامعه اعلام کرده‌است. حزب آیندۀ‌سوریه مواضع نزدیک به حزب اتحاد دموکراتیک و کنفدراسیون دموکراتیک شمال و شرق سوریه دارد.

## تأسیس
نخستین جلسۀ‌ شورای مرکزی حزب آیندۀ ‌سوریه در ماه مارس ۲۰۱۸ در شهر رقه برگزار شد. در آن جلسه هورین خلف به عنوان دبیر کل و ابراهیم القفتان به عنوان رئیس این حزب انتخاب شدند و رهبری حزب به صورت مشترک بر عهدۀ‌این دو نفر گذاشته شد که زن و اولی از کردهای سوریه و دومی مرد و از عرب‌های این کشور است. در این جلسه که با حضور بیش از ۷۰۰ عضو از مردم کرد،‌ عرب، ‌ترکمن، ‌سریانی از مناطق مختلف سوریه برگزار شد، شورای مرکزی ۲۱ نفرۀ حزب آینده از میان ۸۱ نفر اعضای مجلس حزب انتخاب شد. مطابق با تقسیم‌بندی‌های منطقه‌ای ۷ عضو از منطقه دیرالزور، ۷ عضو از رقه، ۵ عضو از طبقه، ۸ عضو از کوبانی، گریسپی و سیرین، ۷ عضو از منبج، ۴ عضو از ادلب، ۵ عضو از حلب و ۴ عضو از شهبا در شورای مرکزی حزب آیندۀ سوریه حضور دارند.
در جلسۀ تأسیس حزب، چند تن از اعضای حزب اتحاد دموکراتیک (PYD)، جنبش جامعه دموکراتیک (TEV-DEM)، یگان‌های مدافع خلق و مدافع زنان (YPG/YPJ) و نیروهای دموکراتیک سوریه به عنوان ناظر حضور داشتند.

### واکنش‌های به تأسیس حزب
هدر ناوئرت سخنگوی وزارت امور خارجۀ ایالات متحدۀ‌ آمریکا نخستین مقامی بود که دربارۀ حزب آیندۀ سوریه ابراز موضع کرد و گفت: 
آن چه که بنده از این حزب فهمیدم این است که این حزب شامل هویت‌ها و قومیت‌های مختلفی است و تصور می‌کنم حزب مردم منطقه را نمایندگی می‌کند.
همچنین بن‌علی ییلدیریم نخست وزیر وقت ترکیه حزب آینده را به حزب کارگران کردستان منتسب کرد که با نامی دیگر در سوریه مشغول به فعالیت شده‌اند تا ترکیه و دوستانش را فریب دهند.

## کشته شدن دبیر کل حزب
هورین خلف نخستین دبیر کل حزب آیندۀ‌ سوریه در مسیر شهر قامیشلو توسط وابستگان نظامی ترکیه کشته شد. نیروهای نظامی وابسته به ترکیه خودروی حامل هورین خلف را که از یک نشست در حسکه بازمی‌گشت هدف حملۀ ‌نظامی قرار دادند که در نتیجۀ آن هورین خلف دبیرکل حزب آیندۀ سوریه، حسین عمر هماهنگ‌کننده این حزب در اروپا و رانندۀ آن‌ها کشته شد.

## کنگرۀ‌ منطقه‌ای
حزب آیندۀ ‌سوریه نخستین کنگرۀ‌ منطقه‌ای خود را در منطقۀ‌ فرات در سالن نشست‌های شهرک سرین در جنوب کوبانی با حضور ٢۵٠ نفر عضو این حزب و ١۵٠ مهمان از ادارات خودمدیریتی برگزار کرد. در این جلسه حاضران در جلسه ۲۳ عضو مجلس حزب را انتخاب کردند. همچنین از آنجا که پُست دبیرکلی حزب از زمان کشته شدن هورین خلف خالی مانده‌بود، اسماعیل خالد به عنوان دبیر کل و آمنه خلیل به عنوان جانشین دبیر کل حزب انتخاب شدند. در این کنگره بر «اتحاد خلق‌های سوریه و صیانت از پروژه ملت دمکراتیک» تأکید شد و ابراهیم القفتان ریاست حزب اعلام کرد که با دخالت نیروهای بیگانه انقلاب سوریه از خط واقعی خود خارج شد و به خدمت بیگانگان درآمده‌است. بنابراین باید انقلاب به مسیر درست خود بازگردانده شده و کنگره‌ای ملی در سطح سوریه برگزار شود که اخراج تمامی نیروهای خارجی را از خاک سوریه با کمک سازمان ملل هدف خود قرار بدهد، و در راستای تشکیل حکومت موقت ملی گام بردارد.